# Segunda División de España 1928-29
La temporada 1928-29 de Segunda División fue la 1.ª edición de la segunda categoría del sistema de ligas españolas de fútbol. Se disputó del 17 de febrero al 30 de junio de 1929 y estaba compuesta por dos grupos:
- Grupo A: funcionó como segunda categoría del fútbol nacional, situada por debajo de la Primera División.
- Grupo B: funcionó solo durante esta temporada como tercera categoría, por debajo del Grupo A. Los dos primeros ascendían al Grupo A, grupo único de Segunda División a partir de la siguiente temporada. El resto descendieron a la Tercera División, nueva categoría de bronce desde 1929-30.

El campeón de Segunda División no ascendía directamente, sino que se enfrentaba a ida y vuelta en una promoción, frente al último club de Primera División. El duelo final fue entre el Sevilla F. C. y el Real Santander R. C., resultando vencedor el equipo cántabro. La campaña 1928-29, junto con la 1983-84, fue la única en la que el club vencedor de Segunda no ascendió a Primera.
El vencedor de Segunda en el grupo A este año fue el Sevilla F. C. En el Grupo B lo fue la Cultural y Deportiva Leonesa.

## Sistema de competición
La Segunda División de España 1928-29 estuvo organizada por la Real Federación Española de Fútbol (RFEF).
Ambos grupos constaban de un conjunto integrado por diez clubes de toda la geografía española. Siguiendo un sistema de liga, los diez equipos de cada grupo se enfrentaron todos contra todos en dos ocasiones -una en campo propio y otra en campo contrario- sumando un total de dieciocho jornadas. El orden de los encuentros se decidió por sorteo antes de empezar la competición.
La clasificación final se estableció con arreglo a los puntos obtenidos en cada enfrentamiento, a razón de dos por partido ganado, uno por empatado y ninguno en caso de derrota. Si al finalizar el campeonato dos equipos sumaban la misma puntuación, los mecanismos establecidos por el reglamento para desempatar la clasificación eran los siguientes:
1. Los resultados particulares entre los equipos empatados (como si hubiesen disputado una liguilla entre ellos).
2. Si persistía el empate, el que tuviese el mejor cociente de goles (promedio entre el número de goles marcados y los recibidos).

En el grupo A, el equipo que acumuló más puntos al final del campeonato se proclamó campeón de Segunda División y disputó la promoción de ascenso contra el último clasificado de la Primera División de esta temporada. Esta promoción se disputó a doble partido de ida y vuelta, es decir, un encuentro en el campo de cada uno de los contendientes. Por otra parte, los dos últimos clasificados fueron descendidos a Tercera División, que se pone en marcha la siguiente temporada.
En el grupo B, los dos primeros clasificados ascendieron al único grupo de Segunda División para la próxima temporada. Los ocho equipos restantes fueron descendidos a Tercera División.

## Equipos participantes
Diez equipos tomaron parte en cada grupo en la temporada inaugural de la Segunda División de España:

### Equipos por región
Diez equipos tomaron parte en la temporada inaugural de la Primera División de España:

#### Grupo A
| N.° | Región            | Equipos                                           |
| --- | ----------------- | ------------------------------------------------- |
| 2   | Andalucía         | Real Betis Balompié Sevilla Foot-ball Club        |
| 2   | Oviedo            | Real Oviedo Foot-ball Club Real Sporting de Gijón |
| 2   | Galicia           | Real Club Deportivo de La Coruña Real Club Celta  |
| 1   | Aragón            | Iberia Sport Club                                 |
| 1   | Castilla la Nueva | Racing Club de Madrid                             |
| 1   | Valencia          | Valencia Foot-ball Club                           |
| 1   | Vascongadas       | Club Deportivo Alavés                             |

#### Grupo B
| N.° | Región            | Equipos                                                           |
| --- | ----------------- | ----------------------------------------------------------------- |
| 2   | Castilla la Vieja | Real Sociedad Gimnástica de Torrelavega Real Valladolid Deportivo |
| 2   | Murcia            | Cartagena Foot-ball Club Real Murcia Foot-ball Club               |
| 2   | Vascongadas       | Baracaldo Foot-ball Club Tolosa Foot-ball Club                    |
| 1   | Aragón            | Real Zaragoza Club Deportivo                                      |
| 1   | León              | Cultural y Deportiva Leonesa                                      |
| 1   | Navarra           | Club Atlético Osasuna                                             |
| 1   | Valencia          | Club Deportivo Castellón                                          |

### Información de los equipos

#### Grupo A
| Equipo                 | Ciudad    | Entrenador       | Capitán | Estadio          | Capacidad |
| ---------------------- | --------- | ---------------- | ------- | ---------------- | --------- |
| Alavés                 | Vitoria   | Ramón Adarraga   |         | Mendizorroza     |           |
| Betis                  | Sevilla   | Juan Armet Kinké |         | Patronato Obrero | 9000      |
| Celta de Vigo          | Vigo      | Ramón Encinas    |         | Balaídos         |           |
| Deportivo de La Coruña | La Coruña | Andrés Balsa     |         | Parque de Riazor |           |
| Iberia                 | Zaragoza  | Carlos Platko    |         | Torrero          | 8000      |
| Oviedo                 | Oviedo    | Antón Fivébr     |         | Teatinos         |           |
| Racing de Madrid       | Madrid    | Paco Bru         |         | Martínez Campos  |           |
| Sevilla                | Sevilla   | Lippo Hertzka    |         | Nervión          | 12 000    |
| Sporting de Gijón      | Gijón     | Francisco Pagaza |         | El Molinón       | 6000      |
| Valencia               | Valencia  | Jimmy Elliott    |         | Mestalla         | 17 000    |

Grupo B
| Equipo                       | Ciudad                | Estadio                        | Aforo  |
| ---------------------------- | --------------------- | ------------------------------ | ------ |
| Cultural y Deportiva Leonesa | León                  | Campo de Guzmán                | -      |
| Real Murcia Foot-ball Club   | Murcia                | La Condomina                   | -      |
| Club Deportivo Castellón     | Castellón de la Plana | Campo del Sequiol              | 6.000  |
| Gimnástica de Torrelavega    | Torrelavega           | El Malecón                     | -      |
| Real Zaragoza Club Deportivo | Zaragoza              | Campo la Torre de Bruil        | -      |
| Real Valladolid Deportivo    | Valladolid            | Estadio de la Sociedad Taurina | 4.000  |
| Club Atlético Osasuna        | Pamplona              | Campo de San Juan              | 20.000 |
| Tolosa Football Club         | Tolosa                | Berazubi                       | -      |
| Baracaldo Foot-ball Club     | Baracaldo             | Lasesarre                      | -      |
| Cartagena Fútbol Club        | Cartagena             | Stadium Cartagenero            | -      |

### Ronda Previa - Grupo B
Esta ronda se disputó para determinar los dos clubes que acompañarían a la Cultural y Deportiva Leonesa, Murcia, Castellón, Gimnástico, Zaragoza, Valladolid, Osasuna y Cartagena en el grupo B.
El sistema de competición consistió en ir eliminando a los equipos que perdieran dos partidos. Previo sorteo, se jugaban tantas jornadas fuese necesario hasta que quedasen dos clubes. No se podía repetir enfrentamientos entre las distintas eliminatorias.
Los clubes que ascendieron al grupo B fueron el Barakaldo CF y el Tolosa CF.

## Grupo A

### Clasificación final
| Pos. | Equipo                    | Pts. | PJ | G | E | P  | GF | GC | Dif. | Clasificación                           |
| ---- | ------------------------- | ---- | -- | - | - | -- | -- | -- | ---- | --------------------------------------- |
| 1    | Sevilla F. C. (C)         | 22   | 18 | 8 | 6 | 4  | 35 | 24 | +11  | Promoción de ascenso a Primera División |
| 2    | Iberia S. C.              | 22   | 18 | 9 | 4 | 5  | 33 | 27 | +6   |                                         |
| 3    | C. D. Alavés              | 21   | 18 | 8 | 5 | 5  | 28 | 20 | +8   |                                         |
| 4    | Sporting de Gijón         | 19   | 18 | 7 | 5 | 6  | 41 | 35 | +6   |                                         |
| 5    | Valencia F. C.            | 19   | 18 | 8 | 3 | 7  | 33 | 31 | +2   |                                         |
| 6    | Real Betis                | 18   | 18 | 7 | 4 | 7  | 35 | 36 | −1   |                                         |
| 7    | Real Oviedo F. C.         | 17   | 18 | 7 | 3 | 8  | 43 | 39 | +4   |                                         |
| 8    | R. C. Deportivo La Coruña | 16   | 18 | 6 | 4 | 8  | 27 | 37 | −10  |                                         |
| 9    | R. C. Celta de Vigo (D)   | 13   | 18 | 4 | 5 | 9  | 29 | 38 | −9   | Descenso a Tercera División             |
| 10   | Racing Club de Madrid (D) | 13   | 18 | 6 | 1 | 11 | 31 | 48 | −17  | Descenso a Tercera División             |

 Fuente: BDFutbol
Criterios de clasificación: Puntos · Diferencia de goles · Goles a favor · Play-off

### Resultados
| Local \ Visitante         | ALV | BET | CEL | DEP | IBE | OVI | RCM | SEV | SPO | VAL |
| ------------------------- | --- | --- | --- | --- | --- | --- | --- | --- | --- | --- |
| C. D. Alavés              | —   | 1–1 | 1–1 | 3–1 | 1–1 | 3–1 | 1–0 | 1–1 | 6–0 | 1–0 |
| Real Betis                | 3–2 | —   | 3–1 | 8–0 | 1–1 | 3–2 | 1–4 | 2–1 | 3–1 | 1–1 |
| R. C. Celta de Vigo       | 0–1 | 3–1 | —   | 1–1 | 1–2 | 3–3 | 6–0 | 3–2 | 1–1 | 2–1 |
| R. C. Deportivo La Coruña | 0–1 | 0–0 | 4–2 | —   | 3–0 | 1–1 | 5–2 | 2–2 | 1–0 | 2–0 |
| Iberia S. C.              | 1–2 | 3–2 | 1–0 | 2–1 | —   | 2–0 | 3–2 | 1–0 | 3–3 | 3–1 |
| Real Oviedo F. C.         | 2–1 | 3–1 | 5–0 | 3–1 | 2–1 | —   | 4–2 | 2–2 | 6–2 | 1–2 |
| Racing Club de Madrid     | 3–2 | 1–2 | 2–1 | 1–4 | 0–4 | 3–2 | —   | 1–1 | 4–0 | 4–3 |
| Sevilla F. C.             | 1–0 | 3–0 | 2–2 | 2–0 | 3–1 | 5–2 | 2–1 | —   | 1–0 | 4–2 |
| Sporting de Gijón         | 1–1 | 6–2 | 5–0 | 7–0 | 2–2 | 3–2 | 5–1 | 2–1 | —   | 3–1 |
| Valencia F. C.            | 3–0 | 3–1 | 3–2 | 2–1 | 3–2 | 4–2 | 2–0 | 2–2 | 0–0 | —   |

### Promoción
El sistema establecía un partido de ida y vuelta entre el campeón de Segunda (Sevilla) y el colista de Primera (Racing).
- Sevilla FC contra Racing de Santander: 2-1
- Racing de Santander contra Sevilla FC: 2-0

Con una victoria en el global (2-3) del Racing, el Sevilla no pudo ascender, a pesar de haber sido el campeón de Segunda.

## Grupo B

### Clasificación final
| Pos. | Equipo                        | Pts. | PJ | G  | E | P  | GF | GC | Dif. | Clasificación                        |
| ---- | ----------------------------- | ---- | -- | -- | - | -- | -- | -- | ---- | ------------------------------------ |
| 1    | Cultural Leonesa (C, A)       | 26   | 18 | 13 | 0 | 5  | 55 | 31 | +24  | Ascenso a Segunda División (Grupo A) |
| 2    | Real Murcia F. C. (A)         | 24   | 18 | 11 | 2 | 5  | 56 | 37 | +19  | Ascenso a Segunda División (Grupo A) |
| 3    | C. D. Castellón (D)           | 23   | 18 | 11 | 1 | 6  | 54 | 34 | +20  | Descenso a Tercera División          |
| 4    | Gimnástica de Torrelavega (D) | 20   | 18 | 8  | 4 | 6  | 36 | 38 | −2   | Descenso a Tercera División          |
| 5    | Zaragoza C. D. (D)            | 20   | 18 | 9  | 2 | 7  | 44 | 41 | +3   | Descenso a Tercera División          |
| 6    | Real Valladolid (D)           | 19   | 18 | 9  | 1 | 8  | 44 | 46 | −2   | Descenso a Tercera División          |
| 7    | C. A. Osasuna (D)             | 15   | 18 | 6  | 3 | 9  | 35 | 41 | −6   | Descenso a Tercera División          |
| 8    | Tolosa C. F. (D)              | 12   | 18 | 5  | 2 | 11 | 26 | 46 | −20  | Descenso a Tercera División          |
| 9    | Baracaldo C. F. (D)           | 11   | 18 | 4  | 3 | 11 | 34 | 50 | −16  | Descenso a Tercera División          |
| 10   | Cartagena C. F. (D)           | 10   | 18 | 3  | 4 | 11 | 24 | 44 | −20  | Descenso a Tercera División          |

 Fuente: BDFutbol
Criterios de clasificación: Puntos · Diferencia de goles · Goles a favor · Play-off

### Resultados
| Local \ Visitante         | CDL | MUR | CAS | GIM | ZAR | VLD | OSA | TOL | BAR | CAR |
| ------------------------- | --- | --- | --- | --- | --- | --- | --- | --- | --- | --- |
| Cultural Leonesa          | —   | 4–1 | 4–0 | 3–0 | 3–2 | 5–1 | 3–2 | 5–1 | 4–1 | 4–0 |
| Real Murcia F. C.         | 2–1 | —   | 1–2 | 7–2 | 5–1 | 5–3 | 6–0 | 4–1 | 4–0 | 2–1 |
| C. D. Castellón           | 5–3 | 4–3 | —   | 4–1 | 6–1 | 3–1 | 2–2 | 5–0 | 6–2 | 6–0 |
| Gimnástica de Torrelavega | 3–2 | 3–2 | 3–2 | —   | 5–1 | 3–0 | 2–2 | 1–1 | 5–0 | 3–1 |
| Zaragoza C. D.            | 6–2 | 3–3 | 2–0 | 0–1 | —   | 2–2 | 2–1 | 2–0 | 4–2 | 7–1 |
| Real Valladolid           | 0–2 | 7–2 | 4–2 | 3–2 | 6–3 | —   | 5–1 | 3–0 | 2–1 | 2–1 |
| C. A. Osasuna             | 0–3 | 1–2 | 3–1 | 3–0 | 1–2 | 4–0 | —   | 0–0 | 5–2 | 3–2 |
| Tolosa C. F.              | 4–1 | 0–2 | 3–2 | 7–2 | 0–2 | 2–3 | 1–5 | —   | 5–1 | 1–0 |
| Baracaldo C. F.           | 2–3 | 3–4 | 1–2 | 0–0 | 2–1 | 3–0 | 3–1 | 7–0 | —   | 2–2 |
| Cartagena C. F.           | 1–3 | 1–1 | 0–2 | 0–0 | 1–3 | 5–2 | 5–1 | 1–0 | 2–2 | —   |

## Resumen
Campeón de Segunda División
| - Sevilla Foot-ball Club |

Ascienden a Primera división:
| - No hubo ascensos (El Sevilla perdió frente al Racing de Santander en partido de promoción) |

Ascienden a Segunda división:
| - Cultural Leonesa | - Real Murcia FC |

Descienden a Tercera división: 
| Grupo A - Celta de Vigo - Racing Club de Madrid | Grupo B - CD Castellón - Gimnástica de Torrelavega - Zaragoza CD - Real Valladolid - Atlético Osasuna - Tolosa FC - Baracaldo FC - Cartagena FC |